# Distretto di Ban Phaeo
Il distretto di Ban Phaeo (in thailandese: บ้านแพ้ว) è un distretto (amphoe) della Thailandia, situato nella provincia di Samut Sakhon.